# Douchy, Loiret
Douchy är en kommun i departementet Loiret i regionen Centre-Val de Loire strax norr Frankrikes mitt. Kommunen ligger i kantonen Château-Renard som tillhör arrondissementet Montargis. År 2018 hade Douchy 910 invånare.

## Befolkningsutveckling
Antalet invånare i kommunen Douchy
| Referens: INSEE |